# Château de Poussery
Le château de Poussery est une ancienne maison forte située à Montaron, en France.

## Localisation
Le château de Poussery est situé sur le territoire de la commune de Montaron, au nord du bourg, près du ruisseau de Chevannes. dans le département de la Nièvre en région Bourgogne-Franche-Comté.

## Histoire
Le château est une maison forte du XVe siècle, remanié au XVIIe siècle. Une première maison forte appelée « La Guillemette » se dressait sur une motte castrale, située au Nord-Ouest dans le pré de La Mothe, à proximité de la maison forte que l'on voit aujourd'hui.
Un terrier refait en vertu des lettres patentes du roi du 17 novembre 1764 cite : « tous lesdits bastiments et édifices tenant ensemble et entourés de fossés plain d'eau en toutes saisons, au-delà desquels fossés est un jardin nouvellement construit appelé Jardin Neuf, renfermé d'une haie d'aubépine et entouré de canaux qui fluent dans lesdits fossés. Le pré de la Motte, dans lesquels pré et champ est une motte entouré de fossés plein d'eau où estoit anciennement un château et une maison forte appelés La Guillemette ». Il indique en outre que le seigneur y jouissait, :« à l'exclusion de tous autres, de la justice, haute, moyenne et basse dans la paroisse entière, qu'il avait droit de nommer des officiers jugeant toutes sortes de causes jusqu'au dernier supplice inclusivement, qu'il était seigneur des clochers de Montaron et de Pouligny, qu'il pouvait se faire inhumer avec les siens, dans le chœur de chacune de ces églises, apposer sur les murs des litres et armoiries, qu'il avait le droit de pilori dans le ressort de sa justice, de pêche dans l'Aron et le ruisseau de Poussery, de chasse à cor et à cri... ». La haute justice de cette terre confinait à celle de Vandenesse, au lieu-dit le Champ-des-Croix-Bouquin. Ce fief mouvait du comté de Château-Chinon.
Cette terre qui comprenait quatorze étangs, était divisée en deux fiefs aux quinzième et seizième siècles.

## Architecture
Le terrier de 1766, nous apprend que :« cette maison-forte se composait alors d'un corps de logis, d'un pavillon, d'une grosse tour carrée, appelée tour de Champlevoix, de laquelle mouvait une partie de Montaron, d'une autre petite tour carrée, attenant aux étables, d'un portail avec porte-cochère, précédée d'un pont en pierre. Une ceinture de fossées toujours inondés, entourait l'édifice et des canaux enfermaient aussi le jardin »
C'est un corps de logis du XVe siècle, remanié au XVIIe siècle de deux étages accolé en équerre à des communs du XIXe siècle. Les bâtiments s'ordonnent autour d'une cour et forment un U tronqué. Restes des fossés.
Le château du XVe siècle, a été remanié au XVIIe siècle.
Il est inventorié en 1986, au titre de l'Inventaire général du patrimoine culturel.

## Fiefs
- Drazilly relevait en arrière-fief de Poussery
- Pouligy-sur-Aron
- Le Bazoy
- Mussy
- Saisy

## Seigneurs
- Jean Bidault, écuyer qui participe au siège de Château-Chinon en 1412, seigneur en partie de Montaron et de Poussery.
- Jean du Bois , écuyer, seigneur d'une partie de Poussery pour laquelle il fait aveu en 1405.
- Jeanne Bidault de Montaron, épouse en premières noces, Guyot de Champ-Robert, dont elle eut deux filles: Jeanne qui épousa Jean de Charency et Marie, Alexandre de Saint-Gratien. En secondes noces, Gaucher de Courvol, sieur d'Isenay et du Tremblay. Les sujets de Poussery ayant refusé le guet-et-garde y furent contraints par une sentence rendue le 4 novembre 1422, par le bailliage de Saint-Pierre-le-Moutier.
- Philibert de Courvol (1451), pour partie, époux de Jeanne de Saint-Julien, qui lui donna sept enfants qui le 12 avril 1494, se partagent ses domaines. Jean de Courvol son troisième fut seigneur de Montaron et :
- Guy de Courvol, un autre de ses fils, prieur du Prieuré Saint-Victor de Nevers, eut la terre de Poussery. Celui-ci testa en 1500 en faveur de son frère aîné, tout en se réservant l'usufruit de ses biens jusqu'à sa mort survenue en 1523 :
- Antoine de Courvol, seigneur d'Isenay et de Thaix, frère de Guy[5]. Antoine épousa en 1500, Jeanne de Césac, puis en secondes noces le 7 septembre 1504, avec Philiberte de La Perrière, fille de Jean, seigneur de la Bouë. De cette dernière union naquirent deux enfants: Louis et Jeanne. Cette dernière épousa en 1526, Jacques de Reugny et :
- Louis de Courvol, convola en 1531 avec Philippine de Saint-Père, dame de Vero. Il décéda peu de temps après sans postérité et ses biens passèrent à sa sœur.
- Jean de Reignier de Guerchy, seigneur en partie de Poussery
- Jeanne de Courvol, qui veuve également[6], se remaria avec Gilbert Le Groing, écuyer, seigneur d'Erculat, lequel engagea Poussery pour 700 livres à Charles du Pontot.
- Charles de Reugny, époux de Catherine de Loron, laissa Poussery à son second fils :
- Jean de Reugny, époux de Anne Charlotte de Reignier de Guerchy, laissèrent à leur fils :
- George de Reugny fils des précédents, comte du Tremblay, sieur de Montaron en partie, seigneur d'Isenay, laissa Poussery et ses annexes à son fils Louis Ier, issu de son mariage avec Claude Anne de Choiseul.
- Louis Ier de Reugny , épousa en 1688, Madeleine Garnier, fille de Jean Garnier, Trésorier de France avec laquelle il eut deux fils: Louis Alexandre, comte de Tremblay, sieur de Montaron en partie, qui de son mariage eut une fille: Anne Elisabeth qui fit passer le Tremblay et Montaron à Nicolas Antoine François Xavier, marquis de Fussey, seigneur des Baugis et :
- Anne Édouard de Reugny , († av 1764), chevalier, seigneur de Poussery, de Montaron, aussi en partie, de Pouligny et de Saisy. Il épousa Gabrielle Millot de Monjardin, dame du lieu qui lui donna trois enfants: Anne-Édouard; Louis, mort jeune, et Gabrielle qui épousa et porta la terre de Poussery et ses dépendances à très haut et puissant seigneur:
- Pierre-Étienne Bruneau, marquis de Vitry, seigneur de Champlévrier qui reprit de fief à Château-Chinon en 1777. La marquise de Vitry fut enfermée pendant La Terreur dans les prisons de Moulins-Engilbert et fut remise en liberté par le commissaire Paulmier le 19 novembre 1793, avec injonction de divorcer sous peine d'être réintégrée en deux fois vingt-quatre heures.